# Ouesso
Ouesso, o Ouésso, és una població al nord de la República del Congo, situada en el marge dret del riu Sangha, afluent del riu Congo, i envoltada de selva tropical.
En 1891, la missió comandada per Alfred Fourneau va fundar un lloc colonial francès a Ouesso, en la confluència del riu Sangha i el riu Ngoko. Actualment, Ouesso és la capital de la Regió Sangha.
El port-riu de Ouesso és un dels més actius a la part nord del país. La ciutat compta també amb un aeroport, amb un enllaç aeri regular des de Brazzaville, la capital del país. A més, a l'abril de 2007, un consorci de Corea va proposar la construcció d'un ferrocarril que uneix Brazzaville amb Ouesso, a canvi d'una concessió per tallar fusta. Amb tot, Ouesso esdevé el centre administratiu d'una de les principals regions d'explotació forestal de la República del Congo.
Ouesso també és conegut pels pobles de pigmeus que viuen a la regió.

## Personalitats relacionades
- Jane Vialle (Ouesso, 27 d'agost de 1906 - Villenave-d'Ornon, 9 febrer de 1953) va ser una periodista i política francesa.
- Pascal Lissouba (Tsinguidi a Niari, 15 de novembre de 1931) és un polític congolès, agrònom de professió. Va ser primer ministre del Congo entre 1963 i 1966 i elegit President de la República del Congo l'agost de 1992. Després d'una guerra civil i diversos conflictes va dimitir el 15 d'octubre de 1997. Viu a l'exili a París des de 2004.
- Stéphane-Maurice Bongho-Nouarra (Ouesso, 6 de juny 1937- Ouesso, 7 d'octubre de 2007) va ser un polític congolès. Primer Ministre de la República del Congo des de setembre fins a desembre de 1992
- Phil Darwin, nascut com a Philippe Nianga Darwin (Ouesso, 2 de juliol de 1977) és un còmic, actor i autor. Es presenta en shows com a monologuista i manté una crònica diària "Teories del Phil Darwin" a Ràdio Àfrica Nº 1.
- Bernard Kolélas (Mboloki a Kinkala, 12 de juny de 1933 - París, 12 de novembre de 2009) va ser un polític congolès, Primer Ministre de la República del Congo el 1997.